# Xã Pomona View, Quận LaMoure, Bắc Dakota
Xã Pomona View (tiếng Anh: Pomona View Township) là một xã thuộc quận LaMoure, tiểu bang Bắc Dakota, Hoa Kỳ. Năm 2010, dân số của xã này là 22 người.